# Makoma Modjadji
Pour les articles homonymes, voir Modjadji.
Makoma Modjadji IV (1905-1980) est la quatrième reine de la pluie des Lovedu en Afrique du Sud. 

## Biographie
Née en 1905, elle succède à sa mère Khetoane Modjadji en 1959. Elle se marie avec Andreas Maake. Après son décès, sa fille aînée Mokope Modjadji lui succède.
Quatrième reine des pluies de la tribu Balobedu de la province du Limpopo en Afrique du Sud, elle succède à sa mère, Khetoane Modjadji, en 1959 et règne jusqu'à sa mort. Elle épouse Andreas Maake, avec qui elle a plusieurs enfants. Elle est remplacée par sa fille aînée, Mokope Modjadji.

## Source
- (en) Cet article est partiellement ou en totalité issu de l’article de Wikipédia en anglais intitulé « Makoma Modjadji » (voir la liste des auteurs).